# 過ち色の記憶
『過ち色の記憶』（原題：Misplaced Childhood）は、イギリスのプログレッシブ・ロック・バンド、マリリオンが1985年に発表した3作目のスタジオ・アルバム。

## 背景
本作はコンセプト・アルバムとなっており、フィッシュ自身の原体験に触れられている。フィッシュはマーク・ウィルキンソンから借りたヘルマン・ヘッセの小説『デミアン』に影響を受け、アイディアを固めていったという。ウィルキンソンの手によるアルバム・ジャケットに描かれた少年は、隣に住んでいた当時10歳のRobert Meadをモデルとしており、ウィルキンソンによれば「彼はまるで、僕が心の中に描いていたデミアンのように見えた」とのことである。

## レコーディング
1985年2月に録音されたデモ・ヴァージョンは、1998年に発売された本作のリマスターCDのボーナス・ディスクに収録された。
プロデュース及びミキシングは、ピーター・フランプトンやローリング・ストーンズ等の作品を手掛けてきたクリス・キムゼイによる。ピート・トレワヴァスは後年、キムゼイの仕事について「彼は個々のメンバーの完璧な演奏よりも、バンド全体を録音したがっていた。僕達がスタジオで演奏している時の雰囲気や、皆のそれぞれの反応を捉えようとしていたから、なかなかスピリチュアルなものになったよ」と語っている。なお、スティーヴ・ロザリーによれば、彼らの前にスタジオを使っていたキリング・ジョークがコントロール・ルームで粉末消火器を使用したため、本作のレコーディングで使用したNeve社のミキシング・デスクの調子が悪くなっていたという。

## 反響・評価
マリリオンは本作で大きな成功を収めた。全英アルバムチャートでは自身初の1位を獲得し、41週チャート圏内に入るロング・ヒットとなった。ドイツのアルバム・チャートでは3位に達し、自身初のトップ10入りを果たした。アメリカのBillboard 200では自身初のトップ100入りを果たし、最高47位に達した。
本作からの第1弾シングル「追憶のケイリー」は全英2位・全米74位に達した。その後、「ラヴェンダー」（全英5位）、「ロシアンの心」（全英29位）もシングル・ヒットしている。
John Franckはオールミュージックにおいて5点満点中4.5点を付け「バンドがリリースしてきた中で最も完成度の高い作品というだけでなく、最も合理的な作品でもあることが分かるはずである」と評している。また、ドリーム・シアターのジョン・ペトルーシは2012年、本作を「The 11 greatest prog-rock albums of all time」の一つに挙げ「ギターがメロディを紡ぎ出して、そのメロディが曲の焦点になる。それがマリリオンの本質なんだよ」と評している。

## ライヴにおける演奏
本作はマリリオンのライヴにおいて完全再現され、ライヴ・アルバム『伝説への序章』（1988年）のディスク2に全曲とも収録された。また、本作のリリースから20周年に当たる2005年にはフィッシュのツアーにおいても完全再現され、ライヴ・アルバム『Return to Childhood』（2006年）にも収録された。

## 収録曲
全曲ともメンバー5人の共作。
1. 絹の着物 - "Pseudo Silk Kimono" - 2:13
2. 追憶のケイリー - "Kayleigh" - 3:54
3. ラヴェンダー - "Lavender" - 2:33
4. ビター・スイート（苦い記憶） - "Bitter Suite" - 7:53
  1. "Brief Encounter"
  2. "Lost Weekend"
  3. "Blue Angel"
  4. "Misplaced Rendezvous"
  5. "Windswept Thumb"
5. ロジアンの心 - "Heart of Lothian" - 4:08
  1. "Wide Boy"
  2. "Curtain Call"
6. ウォーターホール（エキスプレッソ・ボンゴ） - "Waterhole (Expresso Bongo)" - 2:07
7. 舞台裏の詩人 - "Lords of the Backstage" - 1:57
8. 隠された陰謀 - "Blind Curve" - 9:29
  1. "Vocal Under a Bloodlight"
  2. "Passing Strangers"
  3. "Mylo"
  4. "Perimeter Walk"
  5. "Threshold"
9. 少年時代の終焉 - "Childhoods End?" - 4:32
10. ホワイト・フェザー - "White Feather" - 2:23

### 1998年リマスターCDボーナス・ディスク
1. "Lady Nina" - 5:47
2. "Freaks" - 4:05
3. "Kayleigh (Alternative Mix)" - 3:59
4. "Lavender Blue" - 4:21
5. "Heart of Lothian (Extended Mix)" - 5:45

#### Misplaced Childhood Album Demos
1. "Pseudo Silk Kimono" (Demo) - 2:11
2. "Kayleigh" (Demo) - 4:06
3. "Lavender" (Demo) - 2:37
4. "Bitter Suite" (Demo) - 2:54
5. "Lords of the Backstage" (Demo) - 1:46
6. "Blue Angel" (Demo) - 1:46
7. "Misplaced Rendezvous" (Demo) - 1:56
8. "Heart of Lothian" (Demo) - 3:49
9. "Waterhole (Expresso Bongo)" (Demo) - 2:00
10. "Passing Strangers" (Demo) - 9:16
11. "Childhoods End?" (Demo) - 2:23
12. "White Feather" (Demo) - 2:18

## 参加ミュージシャン
- フィッシュ - ボーカル
- スティーヴ・ロザリー - ギター
- マーク・ケリー - キーボード
- ピート・トレワヴァス - ベース
- イアン・モズレイ - ドラムス